# Square du Tivoli (Strasbourg)
Pour les articles homonymes, voir Tivoli (homonymie).
Le square du Tivoli - Tomi Ungerer est un parc public situé dans le quartier du Wacken à Strasbourg.
Il est délimité par la place de Bordeaux au sud, l'avenue Schutzenberger à l'ouest et la rue de l'île-Jars au nord-est.

## Histoire

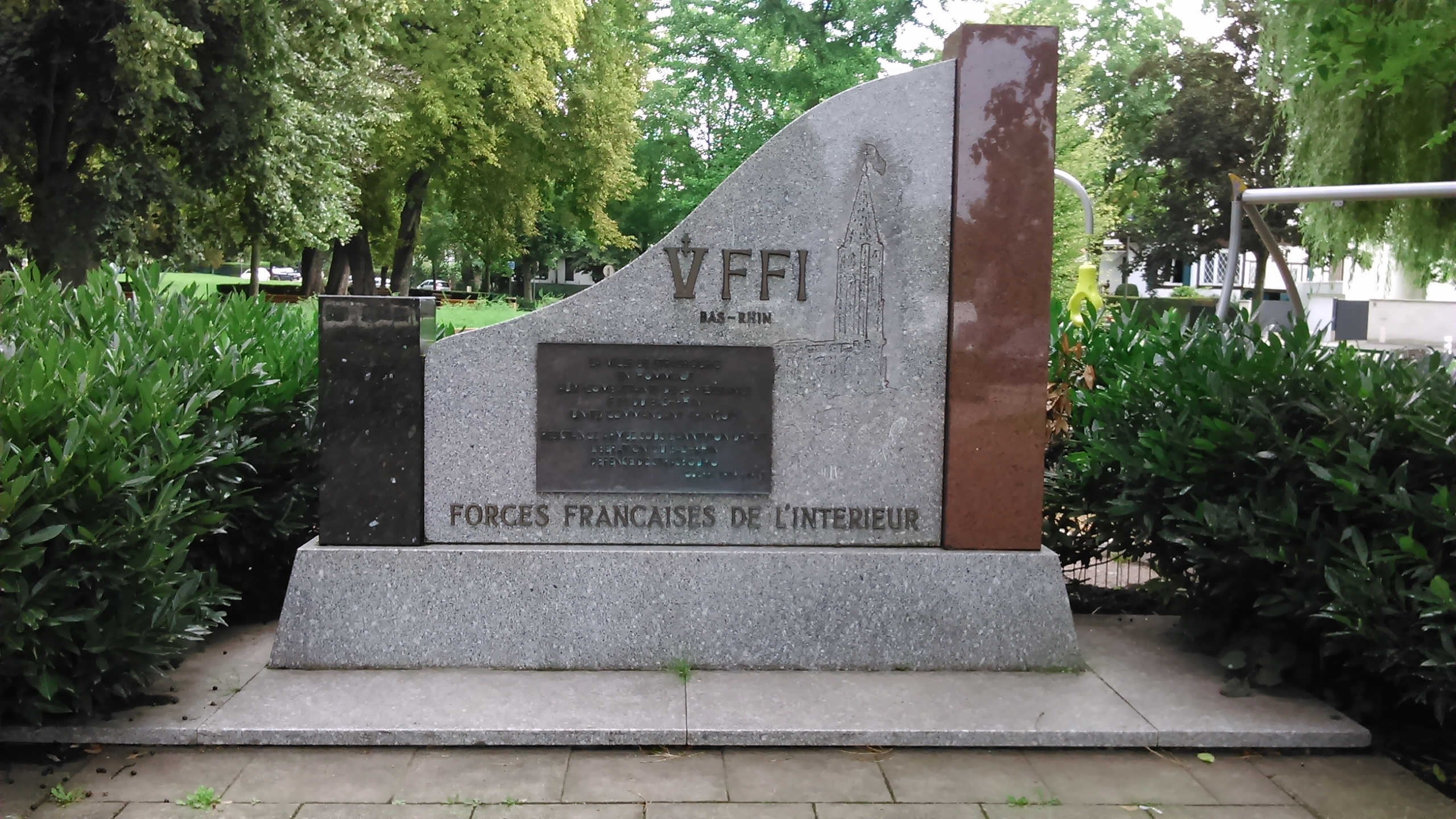
Monument des FFI à l'entrée du parc.

Au XVIIIe siècle, le site servait de champ de tir à la suite de l'aménagement de l'ancien « Schiessrain » en promenade (actuel parc du Contades).
Un lieu-dit entouré d'eau désigné sous le nom de « Tivoli » apparaît dans le plan cadastral dès 1834. En 1872, la ferme d'origine est transformée en une brasserie dotée d'un jardin d'été, lieu de rendez-vous des Strasbourgeois amateurs de musique.
L'espace est aménagé en parc vers la fin du XIXe siècle et dénommé « Tivoli Garten », en référence probable à la ville italienne de Tivoli, réputée pour ses jardins et cascades.
Au début du XXe siècle, le Tivoli est le plus célèbre des jardins d'agrément publics de Strasbourg. Guinguettes et bals y attirent les habitants. C'est aussi un lieu privilégié pour les concerts donnés par les régiments en garnison à Strasbourg.
Un monument en hommage aux Forces françaises de l'intérieur (FFI) a été érigé à l'entrée sud du parc.

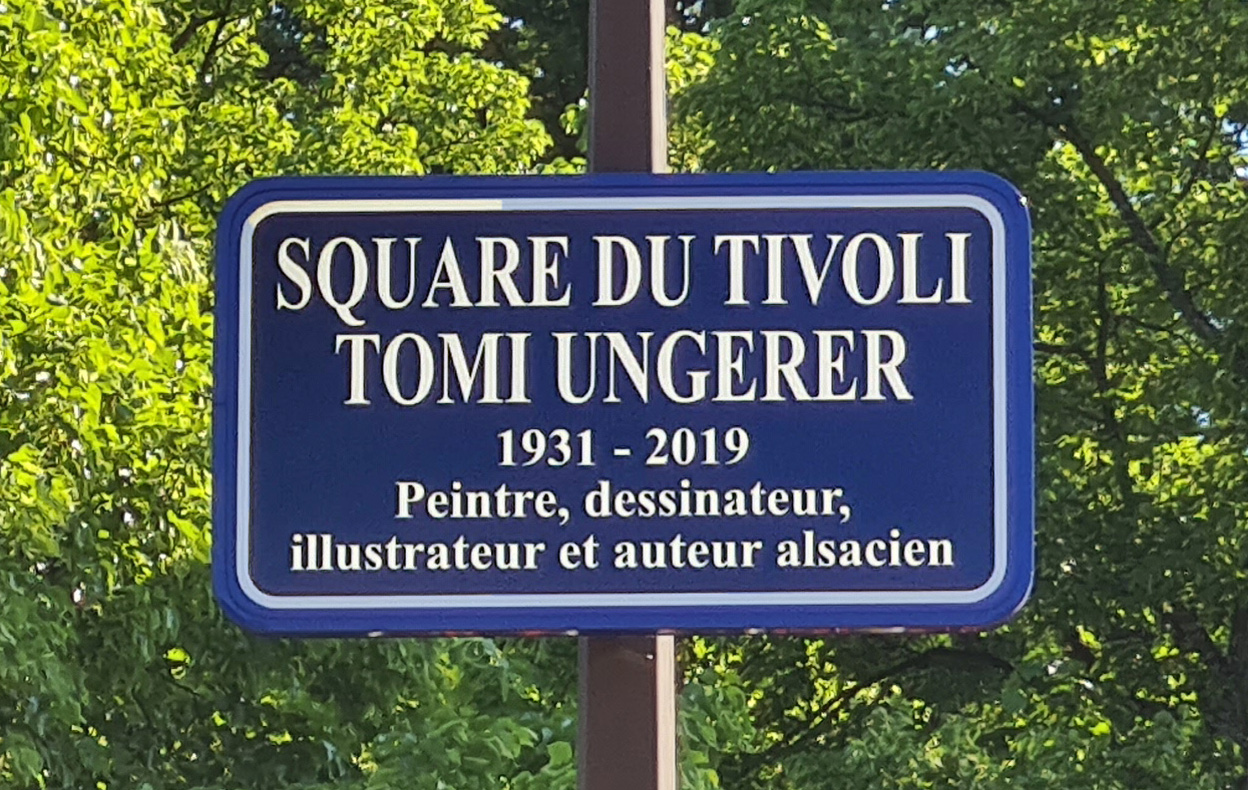
Nouvelle plaque.

Le 15 février 2019, la commission de dénomination des rues et des écoles annonce que le square du Tivoli va être renommé « place Tomi Ungerer » en mémoire de l'artiste dont la maison familiale se trouve dans la rue Jean-Jacques Rousseau voisine. Il est également prévu d'y installer une statue ou un buste de l'illustrateur. Le parc prend finalement le nom de « square du Tivoli - Tomi Ungerer ».